# 宮崎秀吉
宮崎 秀吉（宮﨑 秀吉、みやざき ひできち、1910年〈明治43年〉9月22日 - 2019年〈平成31年〉1月23日）は、日本の陸上競技選手（短距離走）。2019年現在、105歳以上の部での世界記録保持者である。

## 経歴・人物
静岡県周智郡熊切村（現：浜松市天竜区）で生まれる。1928年に熊切小学校の教員になるも、結核で退職。完治した1933年に熊切信用組合（のちに農協）の正職員になり、組合長を経て、1975年に定年退職。在職中には民生委員、町会議員を8年間兼務した。30歳のときに結婚し、4人の娘に恵まれ、1982年に長女夫婦の住む京都に移住した。
退職後は囲碁を趣味としていたが、同世代が次々亡くなっていくことで、囲碁の相手がいなくなり、三女の勧めもあって、92歳から陸上を始めた。また、100歳で囲碁初段、101歳で二段、103歳で三段を取得している。
100歳の部で29秒83という100歳以上105歳未満の世界記録を保持し、2014年に顕著な実績を挙げたとして第9回日本スポーツグランプリを受賞。なお、この記録は2015年9月19日（アメリカ時間9月20日）にドナルド・ペルマンに26秒99で更新された。これは奇しくも宮崎が105歳の誕生日を迎えるわずか数日前の出来事であった。
2016年の京都マスターズ秋季記録会をもって現役を退いた。2019年1月23日、脳出血のため死去。108歳没。

## 105歳から109歳の部
105歳を迎えた翌日である2015年9月23日にマスターズ陸上105歳から109歳の部に100m走と、砲丸投に挑戦した。その結果、前者は42秒22、後者は3m25を記録し、両方とも宮崎以外の出場者がおらず、また105歳から109歳の部ではこれ以前の記録もないため、完走および完投した時点で世界記録となった。105歳の部で42秒22を記録した際にとったウサイン・ボルトのポーズは京都のみならず日本中、世界中に広がった。このことから「ゴールデンボルト」の愛称もあった。これに関しては、ボルト本人もツイッターでコメントを残している。この年、アスレティック・アワード特別賞を受賞。

## 著書
- 103歳世界最速のおじいちゃんスプリンター 100歳で100m世界新記録!‐健康長寿の秘密と習慣（2014年4月、日本文芸社、ISBN 978-4537260762）